# Призори
„Призори“ е български игрален филм (драма) от 1960 година на режисьора Димитър Петров, по сценарий на Кирил Войнов. Оператор е Стоян Злъчкин. Музиката във филма е композирана от Георги Тутев.

## Сюжет
В провинциален град пристига нов началник на мината – Николай Василев, ветеран от Отечествената война. Бригадир на обекта е своенравният Камарад. През войната неговият брат е бил застрелян от командира си при неизяснени обстоятелства. Свидетел на произшествието е Гено Костурков, който сега работи в същото градче. Николай Василев въвежда нов, по-рационален метод на работа в мината. Камарад вече не е единственият ръководител и неговото самолюбие е засегнато. Гено разгаря омразата срещу Николай, като съобщава на бившия бригадир, че Николай е убил брат му. Камарад търси повод за отмъщение. Когато в мината става срутване, той се включва в доброволческата група на Николай. В забоя двамата остават сами. Камарад разкрива желанието си за мъст. Василев му разказва как е бил принуден да застреля брат му, когато е тръгнал да се предава на германците и повел след себе си изплашените войници. Таванът на тунела се срутва и затрупва Камарад. Останал съвсем сам, Николай Василев спасява човека, който преди малко е искал да го убие.

## Актьорски състав
Роли във филма изпълняват актьорите:
- Мирослав Миндов – Николай Василев
- Петър Слабаков – Камарад
- Жени Божинова – Надя
- Анастасия Бакърджиева – Дафина
- Ганчо Ганчев – Гено Костурков
- Стефан Петров – Бай Диньо
- Виктор Данченко – Боро
- Димитър Бочев – Цочо
- Иван Обретенов – Тефик
- Нели Попова – Румянка
- Григор Вачков
- Николай Дойчев
- Петър Гетов
- Панайот Жанев
- Христян Русинов